# Vadsige koning
Vadsige koningen is de spotnaam voor de laatste Merovingische koningen van het Frankische Rijk, toen de heerschappij feitelijk uitgeoefend werd door hun hofmeier. De periode van de vadsige koningen begint in 634, met de gedeeltelijke toonsafstand van Dagobert I, en eindigt in 751, toen hofmeier Pepijn de Korte zichzelf uitriep tot koning. Door deze gebeurtenis was de dynastie van de Merovingen uiteindelijk vervangen door die van de Karolingen.
In latere bronnen werden de koningen bestempeld als les rois fainéants, te vertalen als "vadsig" in de zin van "lui" en "traag". Ze leidden een luxeleven en namen geen verantwoordelijkheid. Hoewel ze de koninklijke titel droegen, traden ze nog enkel op om officiële stukken te ondertekenen.

## Bron
Vadsige koningen